# Súper 10
El Super 10 fue un campeonato de rugby, el más importante del hemisferio sur, sucesor del Super 6 y predecesor del actual Super Rugby. Estuvo integrado por equipos de Australia, Nueva Zelanda, Samoa en 1993 y 1994, Sudáfrica y Tonga en 1995.
Fue sustituido en 1996 por el Super 12. Por la apertura profesional a mediados de 1995 y haber sido una competencia amateur, no es considerado parte del Super Rugby por no haber sido organizado por la SANZAAR.

## Historia
El Super 10 fue la continuación del Super 6 con la integración de tres equipos sudafricanos luego de que se habilitara la participación deportiva del país africano tras la caída del régimen de Apartheid.
Competían en todos los torneos 4 equipos de la New Zealand Rugby, 3 de la South African Rugby Union, 2 de la Australian Rugby Union y el décimo participante era la selección campeona del Pacific Nations Cup con la única excepción en 1995.

## Formato de competencia
Los diez participantes se dividían en dos grupos de cinco cada uno y sus ganadores se encontraban en la final por el título.

### Puntuación
Dependiendo del resultado en el partido se otorgó: 4 puntos por partido ganado, 2 por empatar y 0 por perder. A su vez existió una bonificación:
- 1 punto por perder por siete o menos puntos. (El punto ofensivo se empleó recién en el Super 12)

## Finales
Véase detalles para cada campeonato.
| Año  | Estadio    | Campeón         | Marcador | Finalista    | Campeonato |
| ---- | ---------- | --------------- | -------- | ------------ | ---------- |
| 1993 | Ellis Park | Golden Lions    | 20-17    | Auckland RFU | Detalles   |
| 1994 | Kings Park | Queensland Reds | 21-10    | Natal Sharks | Detalles   |
| 1995 | Ellis Park | Queensland Reds | 30-16    | Golden Lions | Detalles   |